# مرتضی‌علی حاجی‌اف
مرتضی‌علی حاجی‌اف (انگلیسی: Murtazali Gadjiev؛ (زادهٔ ۱۹۵۶ در مخاچ‌قلعه، جمهوری داغستان) یک باستان‌شناس و دانش‌پژوه اهل داغستان روسیه است. او ریاست بخش باستان‌شناسی مرکز علمی داغستان در آکادمی علوم روسیه را بر عهده دارد.
حاجی‌اف در زمینه تاریخ دربند ، حضور ایرانیان در دوره شاهنشاهی ساسانی در قفقاز و فرهنگ آلبانیای قفقاز تخصص دارد.

## زندگی و کار
او در سال ۱۹۵۶ در مخاچ‌قلعه در جمهوری داغستان متولد شد و از دانشگاه دولتی داغستان (مخاچ‌قلعه) و مؤسسه باستان‌شناسی آکادمی علوم روسیه در مسکو فارغ‌التحصیل شد. او حدود ۱۰ سال در دانشگاه داغستان در مخاچ‌قلعه استاد باستان‌شناسی میدانی بود.
مرتضعلی حاجی‌اف عضو هیئت تحریریه مجله «باستان‌شناسی قفقاز» در تفلیس و معاون رئیس کمیته هماهنگی کنفرانس بین‌المللی باستان‌شناسی قفقاز شمالی «کروپنوفسکی چتنیا» است.